# Janów (Varsovie-ouest)
Pour les articles homonymes, voir Janów.
Janów (prononciation : [ˈjanuf]) est un village polonais, situé dans la gmina de Stare Babice de la Powiat de Varsovie-ouest et dans la voïvodie de Mazovie dans le centre-est de la Pologne.
Il se situe à environ 2 kilomètres au nord de Stare Babice, 7 kilomètres au nord-est d'Ożarów Mazowiecki et à 12 kilomètres au nord-ouest de Varsovie.
Le village a une population de 383 habitants en 2010.